# Ray Boyd
Ray Boyd (eigentlich Raymond Boyd; * 28. Juni 1951) ist ein ehemaliger australischer Stabhochspringer.
Bei den British Commonwealth Games 1970 in Edinburgh und 1974 in Christchurch wurde er jeweils Vierter. Bei den Olympischen Spielen 1972 in München und 1976 in Montreal schied er in der Qualifikation aus.
1982 siegte er bei den Commonwealth Games in Brisbane.
Zwölfmal wurde er Australischer Meister (1970, 1972–1976, 1978–1983). Seine persönliche Bestleistung von 5,30 m stellte er am 15. März 1976 in Melbourne auf.
Ray Boyd ist mit der ehemaligen Sprinterin Denise Boyd (geb. Robertson) verheiratet. Die gemeinsame Tochter Alana Boyd ist ebenfalls als Stabhochspringerin erfolgreich.